# 菰叶薹草
菰叶薹草（学名：Carex zizaniaefolia）是莎草科薹草属的植物，为中国的特有植物。分布在中国大陆的云南南部等地，生长于海拔600米的地区，多生长在林中石灰岩上，目前尚未由人工引种栽培。